# Skinny Patrini
Skinny Patrini – polski zespół pochodzący z Trójmiasta. Wykonuje między innymi muzykę w stylu electroclash. Zespół tworzyli: Anna Patrini - wokalistka, oraz Michał "Skinny" Skórka - producent, wokalista i multiinstrumentalista.

## Historia
Początkiem współpracy były pierwsze pomysły nagrane na dyktafon w drodze powrotnej z podróży na koncert IAMX w Trencinie w 2004. Potem były już pierwsze wspólne piosenki i trasa koncertowa po Polsce, a z czasem po Europie. W 2008 roku zespół zagrał mini trasę koncertową w Irlandii. Mają na koncie występy u boku Ladytron, Mylo, Tiga, Fischerspooner, Stereo Total, Adriano Canzian oraz AdamSky. Ania zaśpiewała na płycie Adriano Metamorphosis, z kolei Michał zrobił dwa remiksy utworu YSMF, które trafiły na EP zespołu, wydaną w 2008 nakładem niemieckiej wytwórni Electroleptil. W listopadzie 2008 polską premierę miał debiutancki album duetu Duty Free (Antena Krzyku), na którym znalazły się starsze i najnowsze kompozycje. Gościnnie pojawili się DJ George z Galapagos Manufacture oraz Michael Provocateur. Premiera cyfrowej wersji płyty odbyła się w styczniu 2009. 
2009 rok to przełom w karierze duetu - koncerty zarówno klubowe jak i na liczących się festiwalach w kraju (Selector, Open'er, MTV Festival, Off Festival, Castle Party), koncerty zagraniczne (Bukareszt, Elektro-Mechanika Festival w St. Petersburgu), koncert w ramach Orange Warsaw Festival, udział w tworzeniu ścieżki dźwiękowej do filmu Galerianki oraz Grand Prix na Festiwalu Pepsi Vena w Łodzi. Skinny Patrini zagrali ostatni koncert w roku 2009 w poznańskiej Cafe Mięsna, poprzedzony występem dla sopockiego Sfinksa w ramach obchodów 18tych urodzin klubu.
W roku 2010 zespół występował w klubach całego kraju (Wrocław, Warszawa, Poznań, Bydgoszcz). Wystąpił również podczas wieczoru polskiego na EXPO 2010 w Szanghaju oraz podczas festiwalu Inspiracje 2010 (Szczecin).
2011 to premiera singla The Wind,  oraz trasa Yhe Wind Tour 2011 obejmująca 8 koncertów klubowych w największych miastach w Polsce (Sopot, Warszawa, Kraków, Kielce, Katowice, Krosno, Poznań i Wrocław) oraz dwa koncerty w Bydgoszczy w ramach festiwali Artpop oraz Camerimage. Skinny Patrini zagrali również 30 minutowy koncert podczas Targów Muzycznych Don't Panic, We're from Poland.
W maju 2012 Skinny Patrini zakończyli prace nad swoim drugim albumem. Album powstawał od 2009 roku w domowym studio zespołu, prace zostały wznowione w lutym i marcu 2010 roku w pracowni Adama Hryniewickiego, a po ponad półrocznej przerwie w działalności zespołu, od stycznia 2011 do maja 2012 zespół nagrywał w gdańskim studio Krystiana Wołowskiego, Dickie Dreams, gdzie wykonany został również mix i mastering całości. Producentem oraz autorem warstwy muzycznej jest Michał Skórka. Płyta zawiera świetnie wykorzystywane na koncertach zespołu utwory, m.in. singlowe The Wind, Call Me oraz Life/Time, 
Po wydaniu dwóch płyt, "Duty Free" i "Sex", zespół zakończył działalność, grając ostatni koncert w dotychczasowej karierze na szczecińskim festiwalu digit_alia 26 stycznia 2013.

## Dyskografia

### Albumy
- Duty Free (2008)[4]
- Galerianki (ścieżka dźwiękowa, 2009)[5]
- Sex (2012)[6]

### Single
- YSMF (2008) - zawierał remixy cenionego włoskiego DJ-a Adriano Canziana, utwór w wersji albumowej posłużył jako motyw przewodni oraz tło muzyczne w trailerze do filmu Galerianki Katarzyny Rosłaniec
- SWITCH OFF (2008) - singiel promocyjny, wydany na CD, zawierał jeden utwór, wykorzystany w filmie Galerianki
- DELICIOUS (2009) - wykorzystany w filmie Galerianki
- LITTLE HELL (2011) - wykorzystany w filmie Bodo Koxa Opera z Mydła
- THE WIND (2011) - 1. miejsce na liście www.uwolnijmuzyke.pl, 4. miejsce na Trójmiejskiej Liście Przebojów
- LIFE/TIME (2012) - 1. miejsce na liście Radio Łódź, 10. miejsce na Złotej Trzydziestce Radia Koszalin, 6. miejsce na Liście Przebojów Radio Merkury Poznań, utwór znalazł się również w propozycjach do Listy Przebojów radiowej Trójki.